# Martyna Koc
Martyna Joanna Koc (ur. 10 lipca 1983 w Wołominie) – polska koszykarka występująca na pozycji środkowej, reprezentantka Polski, medalistka mistrzostw Polski, obecnie zawodniczka KS Wichoś Jelenia Góra.
Jest absolwentką Sportowej Szkoły nr 5 i Liceum Ogólnokształcącego nr III w Wołominie. Karierę sportową rozpoczęła w zespole MKS Elita MOS Wołomin, z którym debiutowała w sezonie 1998/1999 w ówczesnej II lidze, a w 2001 zdobyła brązowy medal mistrzostw Polski juniorek. W ekstraklasie debiutowała w sezonie 2003/2004 w drużynie BS Sure Shot Wołomin. Następnie była zawodniczką Odry Brzeg (2004-2007), Tęczy Leszno (2007-2009), KK ROW Rybnik (2009/2010), Lidera Pruszków (2010/2011), Artego Bydgoszcz (2011/2012), Energi Toruń (2012/2013). W sezonie 2013/2014 została zawodniczką CCC Polkowice, ale już po 5 kolejkach ligowych przeszła do Artego Bydgoszcz. Z tą ostatnią drużyną zdobyła brązowy medal mistrzostw Polski w 2014 i wicemistrzostwo Polski w 2015.
Z reprezentacją Polski seniorek wystąpiła na mistrzostwach Europy w 2015, zajmując z drużyną 18 miejsce.
11 września 2018 została zawodniczką Sunreef Yachts Politechniki Gdańskiej. 17 maja 2019 podpisała kolejną umowę z gdańskim klubem.
5 stycznia 2022 dołączyła do KS Wichoś Jelenia Góra.

## Osiągnięcia
Stan na 13 lutego 2023.
Drużynowe
- Wicemistrzyni Polski (2015, 2016)
- Brązowa medalistka mistrzostw Polski (2014)

Indywidualne
- Największy postęp PLKK (2008)[4]
- Uczestniczka meczu gwiazd PLKK (2012, 2014, 2015)
- Liderka w skuteczności rzutów wolnych:
  - PLKK (2012)[5]
  - I ligi (2023)[6]

Reprezentacja
- Uczestniczka mistrzostw Europy (2015 – 18. miejsce)